# Hat 2 da Back
A Hat 2 da Back a TLC amerikai együttes negyedik, utolsó kislemeze első, Ooooooohhh.... On the TLC Tip című albumáról. A dal a 30. helyet érte el a Billboard Hot 100 és a 14.-et a Billboard Hot R&B/Hip-Hop Singles & Tracks slágerlistán. A videóklipben Kris Kross és Jermaine Dupri is szerepel.

## Dallista
12" kislemez
1. Hat 2 da Back (Extended Remix)
2. Hat 2 da Back (Remix Radio Edit)
3. Hat 2 da Back (Album Version)
4. Hat 2 da Back (Remix Instrumental)

## Helyezések
| Slágerlista (1992)                             | Legmagasabb helyezés |
| ---------------------------------------------- | -------------------- |
| USA Billboard Hot R&B/Hip-Hop Singles & Tracks | 14                   |
| USA Billboard Maxi-Singles Sales               | 7                    |
| USA Billboard Hot 100                          | 30                   |